# Rosszkutya
A Rosszkutya (eredeti címe: Bad Dog) egy kanadai rajzfilmsorozat, amelyet a CinéGroupe és a Saban Entertainment készített. Taylor Grant és Brent Piakoski írta, illetve Joseph Jacques rendezte. 

## Cselekmény
A műsor egy családról és a címadó kutyáról szól, aki mindig "lefagy", ha meghallja a "rossz kutya" kifejezést. Ez egy futó poén (running gag) lett a sorozatban. Mindig jó kutyának tetteti magát, ám amikor meghallja a Rossz kutya kifejezést, "lefagy". Különféle kalandokba keveredik a rajzfilm során. Ellenségei a családja szomszédja, Lester Johnson és a macskája, Special. 

## Epizódok
A műsor 2 évadot élt meg 40 epizóddal. 

## Közvetítés
Amerikában és Magyarországon egyaránt a Fox Kids vetítette. Itthoni bemutató ismeretlen. Külföldön 1998. július 18.-tól 2000. december 14.-ig vetítették.